# Smooth MCGroove
Max Gleason hay còn được biết đến với biệt danh trên mạng Smooth McGroove, là một Youtuber người Mĩ chuyên làm các bản acapella về âm nhạc trong nhiều trò chơi điện tử.

## Đời sống cá nhân
Ông sinh sống tại Oklahoma City của tiểu bang Oklahoma ở Hoa Kỳ cùng với vợ của mình, Jo và cùng với một chú mèo đen tên Charl.

## Sự nghiệp Youtube
Ông thành lập kênh Youtube vào năm 2012. Ban đầu ông dự định sẽ làm nhiều về thể loại âm nhạc trên kênh mình, bắt đâu từ việc rap về video game đến chuyển sang việc hát acapella.
Ông đã cover rất nhiều bản nhạc từ các trò chơi điện tử như The Legend of Zelda, Super Mario, Sonic the Hedgehog, Final Fantasy, Mega Man, và Street Fighter.